# Jean-François Macaire
Pour les articles homonymes, voir Macaire.
Jean-François Macaire, né le 8 juin 1956 à Poitiers, est un homme politique français, membre du Parti socialiste. Il a été président du Conseil régional de Poitou-Charentes du 21 avril 2014 au 31 décembre 2015.

## Origines
Il est le fils de René et Janine Macaire, militants non-violents à l'origine du mouvement Réseaux Espérance.

## Formation
Diplômé d'une licence et d'une maîtrise en sciences économiques, Jean-François Macaire reprend des études quelques années au CELSA (Paris-Sorbonne) où il sera diplômé en 1993 d'un DESS en sciences de l'information et de la communication[réf. nécessaire].

## Parcours professionnel
- 1981 : rédacteur territorial à la mairie de Poitiers ;
- 1990 : directeur de la communication de la ville et de l'agglomération de Poitiers ;
- 1997 : directeur de cabinet du maire de Poitiers, Jacques Santrot ;
- 2017 : chargé de mission à l'hébergement et au logement à la préfecture d'Ile-de-France.

## Carrière politique
Membre du Parti socialiste unifié (PSU) à partir de 1974, il participe ensuite au mouvement FAIRE, fédération écologiste et autogestionnaire régionale qui disparaît lors de la création du parti Les Verts. Il adhère alors au Parti socialiste en 1986, dont il est successivement secrétaire de section en 1988, membre du Conseil fédéral dans la Vienne en 1998, premier secrétaire de la fédération de la Vienne et membre du Conseil national en 2002.
Le 21 avril 2014, il assume l'intérim de la présidence de la région Poitou-Charentes à la suite de la nomination de Ségolène Royal au ministère de l’Écologie, du Développement durable et de l’Énergie. Le 16 mai suivant, il est élu président et démissionne de son mandat de premier secrétaire fédéral.
En janvier 2016, il devient troisième vice-président du conseil régional de Nouvelle-Aquitaine, chargé des finances et du budget. En février de la même année, il remet sa délégation au Président de région Alain Rousset, à la suite de la découverte d'un déficit de 132 millions d'euros dans les comptes de l'ancienne région Poitou-Charentes qu'il présidait jusqu'en décembre 2015 ; il reste vice-président sans délégation.
En janvier 2017, il devient chargé de mission à l'hébergement et au logement à la préfecture d'Île-de-France. Il quitte ses fonctions de vice-président de la région tout en demeurant conseiller régional.

## Parcours électif
- 2001 : Conseiller municipal de Poitiers, chargé du logement, Président des organismes de logement social de Poitiers, Logiparc et Sipéa ;
- 2004 : Conseiller régional et membre de l’exécutif de la Région Poitou-Charentes présidé par Ségolène Royal ;
- 2010 : Premier vice-président de la Région Poitou-Charentes chargé de la Croissance Verte ;
- Mai 2014 à décembre 2015 : Président de la Région Poitou-Charentes ;
- Janvier à février 2016 : vice-président du Conseil régional d'Aquitaine-Limousin-Poitou-Charentes - Chargé des finances et du budget ;
- Janvier 2016 : vice-président du Conseil régional d'Aquitaine-Limousin-Poitou-Charentes - sans délégation[6].
- Janvier 2018 : Démission du Conseil Régional de la région Nouvelle-Aquitaine

## Publications
- J'ai vécu une révolution silencieuse[7],[8],[9], 2009.
- En route pour le vrai changement[10], 2011.
- Nouvelle-Aquitaine, la fusion des régions, tout ça pour ça !, La Geste, 2019.